# Универзитет Никола Кузански
Универзитет Никола Кузански (итал. Università degli Studi Niccolò Cusano, UNICUSANO) је приватни универзитет у Риму, Италија. Универзитет је основао 2006. учитељ права Стефано Бандечи, и носи назив по средњовековном научнику и астроному Николи Кузанском.
Универзитет окупља 4 факултета на којима студира скоро 9 хиљада студената.

## Факултети
- економске науке
- правне науке
- педагогија
- политичке науке